# Poatevinsko-sentonški jezik
Poatevinsko-sentonški jezik (francosko saintongeais) je romanski jezik, ki spada v skupino oilskih jezikov (langues d'oïl). Izraz označuje danes priznani dve različici istega jezika ali po nekaterih mnenjih dva ločena jezika, in sicer poatevinščino in sentonščino. 
1. ↑  Delavaud, Jean (4. marec 2017). »Langues régionales. Une journée pour parler le poitevin-saintongeais« [Regional languages. A day to speak Poitevin-Saintongeais]. Ouest-France (v francoščini). Arhivirano iz spletišča dne 26. septembra 2021. Pridobljeno 19. septembra 2021.
2. ↑  Hammarström, Harald; Forkel, Robert; Haspelmath, Martin; Bank, Sebastian (24. maj 2022). »Oil«. Glottolog. Max Planck Institute for Evolutionary Anthropology. Arhivirano iz spletišča dne 8. oktobra 2022. Pridobljeno 7. oktobra 2022.